# Diceratostele
Diceratostele, monotipski rod orhideja smješten u vlastiti podtribus Diceratostelinae, dio tribusa Triphoreae. Jedina je vrsta D. gabonensis hemikriptofit iz tropske Afrike.

## Vanjske poveznice
- African Orchids  Arhivirana inačica izvorne stranice od 16. studenoga 2020. (Wayback Machine)